# 7 pigułek Lucyfera
Siedem pigułek Lucyfera. Autentyczne przygody diabła Marka w latach 1945 i 1946 w niepodległej Polsce demokratycznej, odtworzone na podstawie: dokumentów, zeznań świadków, wycinków prasowych oraz własnych obserwacji autora. – powieść Sergiusza Piaseckiego ukończona w Londynie we wrześniu 1947. Pierwsza publikacja miała miejsce w wydawnictwie Modern Writing w marcu 1948 w Londynie.

## Opis fabuły
Akcja powieści dzieje się w Piekle oraz na Ziemi w Polsce (m.in. w Toruniu oraz Radomiu) w okresie od północy 27 kwietnia 1945 do 1 maja 1946. Jej głównym bohaterem jest kwalifikowany diabeł 9 kategorii Marek, który za niedopilnowanie swoich obowiązków zostaje wysłany w misję na Ziemię, aby znaleźć 50 grzeszników w zamian za 50, którzy zmarli na zapalenie płuc w czasie dyżuru diabła w kotłowni nr 13 (Marek zasnął, a wtedy ogień pod kotłami zgasł). Tytułowe 7 pigułek Lucyfera to specjalne kapsułki dla delegatów z Piekła na Ziemię. Charakterystyczną cechą powieści Piaseckiego jest podkreślanie "autentyczności" opisywanych wydarzeń za pomocą prawdziwych fragmentów z ówczesnej prasy polskiej (np. podróż Marka z Piekła na Ziemię przedstawiona została jako przelot pocisków rakietowych państw kapitalistycznych).

## Reakcja
Treść tej sekcji może nie być zgodna z zasadami neutralnego punktu widzenia.
Dokładniejsze informacje o tym, co należy poprawić, być może znajdują się w dyskusji tej sekcji.
 Po wyeliminowaniu niedoskonałości należy usunąć szablon {{Dopracować}} z tej sekcji.
Pierwsze wydanie spotkało się z dużym zainteresowaniem czytelników. W prasie pojawiło się wiele entuzjastycznych recenzji m.in. Ferdynanda Goetela, który napisał: „(…) jako lektura książka bawi, zajmuje i śmieszy.” 
Podczas pracy nad redakcją książki wydawca zwrócił się do Piaseckiego z prośbą o usunięcie podtytułu „Autentyczne przygody(...)” na co Sergiusz Piasecki odpowiedział listem, w którym stwierdził, że tytułu nie skreśli „(…)nawet jeśli z tego powodu Pan zrezygnuje z drukowania książki”, twierdząc, że „diabeł dziewiątej kategorii, Marek jest postacią autentyczną...” Piasecki stwierdził, że wymaganie to jest narzucaniem cenzury [„Nie jesteśmy w państwie totalitarnym, lecz w Anglii(...)”]. Swoją odpowiedź zakończył: „Pretensję do mnie może mieć jedynie sam diabeł Marek – którego imiennie wskazuję.” Wydawca uwzględnił wzmiankę pisarza o wolności słowa, dodając jednak na końcu słowa wstępnego do wydania pierwszego z 12 marca 1948: „uważam, że opowieść (…) jest groteską polityczną, zaś wszystkie postacie – nawet Lucyfer – są fikcyjne.”